# Heliocontia pyralidia
Heliocontia pyralidia är en fjärilsart som beskrevs av William Schaus 1898. Heliocontia pyralidia ingår i släktet Heliocontia och familjen nattflyn. Inga underarter finns listade i Catalogue of Life.